# 犬上すくね
犬上 すくね（いぬがみ すくね、11月11日 - ）は、日本の漫画家。女性。福岡県出身。

## 経歴・概要
1992年、ラポートのアニメ雑誌『ファンロード』にて「水晶夜曲」でデビュー。主にラポートや少年画報社の雑誌などで活動していたが、2002年頃からは、竹書房の4コマ誌（4コマ漫画専門雑誌）や小学館の『月刊サンデージェネックス』などにも連載を持つようになった。
ペンネームは、手塚治虫の漫画『火の鳥 太陽編』の主人公「犬上宿禰（いぬがみのすくね）」に由来する。作品名やサブタイトルに青山陽一やユニコーンなどのミュージシャンの曲名を引用することが多い。特にカーネーションの曲名は大半の作品に使用されており、本人も何度もライブに足を運ぶほどのファンである。

## 作品リスト
- WORK BOX（1993年、ラポート。2001年、新装版が同じくラポートより発行される）※短編集
  - 水晶夜曲（1992年、ファンロード（ラポート））
  - 働く男（1992年、『妖怪伝説』（ラポート））
  - 掌の瑠璃（1992年、ファンロード）
  - ヤングワイズウーマン（1992年 - 1993年、ファンロード）
  - 掌の瑠璃2（1993年、ファンロード）
  - フール男とクールガール（1993年、ファンロード）
  - 犬上家の招かれざる一族（書き下ろし）
  - ―PAUSE―（同人誌作品。新装版にのみ収録）
- 恋愛ディストーション（1998年 - 2013年、少年画報社、全5巻（未完）、小学館、全8巻）
  - 恋愛ディストーション（ヤングキングアワーズ・ヤングキングアワーズライト・レディースコミックMay・ヤングキングアワーズプラスなど（いずれも少年画報社）、月刊サンデージェネックス（小学館））。うち、レディースコミックMay連載時（2004 - 2005年）の題名は、『恋愛ディストーション　疾走編』。
  - WORKING ZOMBIE（1998年、ヤングキングアワーズ。1巻に収録）
  - Silent Kitchen（1999年、ヤングキングアワーズ。1巻に収録）
- 未来の恋人たち（2000年、大都社。2003年、改訂版が同じく大都社より発行される）※短編集
  - 夜の煙突（1994年、同人誌作品）
  - ライフレンタルカンパニー（1994年、ファンロード）
  - Dear my Sweet Family（1996年、ファンロード）
  - Telephone Girl（1996年、同人誌作品）
  - ボールペン（発表時無題）（1996年、同人誌作品）
  - My Little World（1997年、同人誌作品）
  - PRETTY WOMAN（1997年、同人誌作品）
  - 未来の恋人たち（1998年、同人誌作品）
  - 三丁目の夏’’99（1999年、ヤングキングアワーズ）
  - 橘くんオーバードライブ！（1999年、ザ・サイコ（白泉社））
  - 最後の放課後（1999年、ふしぎ奇かし耳袋（KSS出版））
  - Twinkle（1999年、ホラーウーピー（リイド社））
- 想うということ（2003年、エンターブレイン。2014年、竹書房）※短編集
  - おくびにもだせない（2000年、アワーズガール（少年画報社））
  - 君のためにできないこと（2001年、アワーズガール）
  - Love exprience（2001年、アワーズガール）
  - おかしな二人（2001年、近代麻雀オリジナル増刊ウイニング（竹書房））
  - 1/2のミッドサマー（2001年、アワーズガール）
  - HA-TTARI GIRL（2001年、近代麻雀オリジナル増刊ウイニング）
  - 言葉に鳴らない（2001年、アワーズガール）
  - 空も飛べるはず（2002年、バーズコミックスデラックスWALL FLOWER（出版社））
- ラバーズ7〜伊勢佐木真剣卓球師外伝〜（2002年 - 2007年、月刊サンデージェネックス。全7巻、2003年 - 2007年、小学館）
- ういうい♥days（2002年 - 2012年、まんがライフオリジナル。全11巻、2004年 - 2012年、竹書房） 
  - 町。猫。娘。（2002年、あにまるパラダイス、竹書房。1巻に収録）
- エンジェル高校（ハイスクール）（2007年 - 2009年、月刊サンデージェネックス。全3巻、2008年 - 2009年、小学館）
- かしまし 〜ガール・ミーツ・ガール〜（2004年 - 2007年、月刊コミック電撃大王、全5巻（キャラクター原案として））
- より道カフェ通り（2006年 - 、まんがライフMOMO他。巻数表記なし、2012年、竹書房）※ショートストーリー、年に1回程度竹書房系の4コマ雑誌にゲストとして掲載される。
- あいカギ（2009年 - 2011年 、月刊サンデージェネックス。全3巻、小学館）
- あかとき星レジデンス（2010年 - 2011年、電撃大王ジェネシス。単巻、2011年、アスキー・メディアワークス）
- アパルトめいと（2012年 -、楽園 Le Paradis。既刊2巻、2013年-、白泉社）※A-koeにてボイスドラマ化
  - 100×200（2011年-、楽園 Le Paradis web増刊（web配信）、白泉社）
  - 眺めの良い部屋1・2（2004年、マンガ・エロティクス・エフ、太田出版。1巻に収録）
- 明日もコトコト（2012年 - 2015年、まんがライフオリジナル。全3巻、2013年-2015年、竹書房）
- ばうんさーず（2013年 - 2018年、まんがライフSTORIA。全2巻、竹書房）
- バターナッツ!（2014年 - 2015年、月刊サンデージェネックス。全2巻、2014年 - 2015年、小学館）
- 蛇沢課長のM嬢（2016年4月号[3] - 2022年2月号、月刊サンデージェネックス。全10巻（5巻以降web配信のみ）、小学館）